# Matthias Wehrhahn

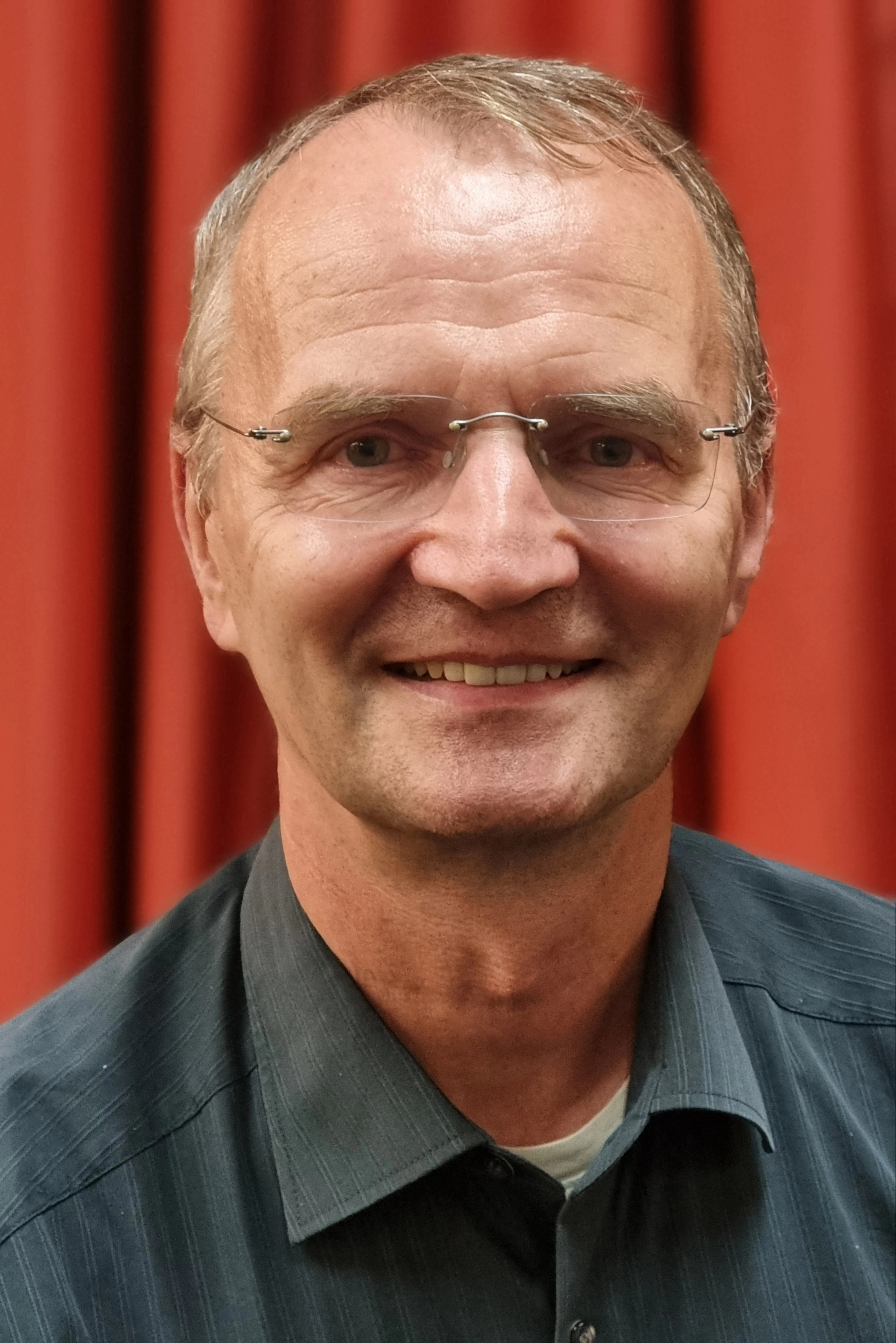
Matthias Wehrhahn
2024 in der Stadtbibliothek Hannover

Matthias Wehrhahn (* 3. Januar 1963) ist ein deutscher Verleger und Herausgeber.

## Leben
Wehrhahn studierte von 1986 bis 1994 Germanistik und Politikwissenschaft an der Universität Hannover. Neben seinem Studium engagierte er sich in publizistischen Projekten. Dazu gehörten die Zeitschrift Positionen, die Studenten-Streikzeitung Flying Picket. 1989. und die Z. Zeitschrift für Kultur- und Geisteswissenschaften (1993–1999). 1989 gründete er gemeinsam mit Arne Drews den literarischen Revonnah Verlag
Anfang der 1990er Jahre forschte Matthias Wehrhahn zu verschiedenen literaturwissenschaftlichen Themen zum 18. Jahrhundert. Ergebnis dieser Arbeit waren beispielsweise die gemeinsam mit Alexander Košenina kuratierte Ausstellung über Johann Jakob Engel (1991, FU Berlin) und die Edition von Johann Jakob Engels Roman Herr Lorenz Stark. Ein Charaktergemälde (St. Ingbert: Röhrig 1991, Kleines Archiv des achtzehnten Jahrhunderts 13).
1996 gründete Wehrhahn den nach ihm benannten Wehrhahn Verlag. Zum Programm des Wehrhahn Verlags zählen in erster Linie Publikationen aus den Bereichen Literatur-, Kultur- und Theaterwissenschaft, sowie aus Philosophie und Geschichte. Seit Beginn gehören dazu auch Editionen von Texten, die erstmals neu aufgelegt werden. „Erst durch das Schultheater habe ich Kultur entdeckt“, äußerte der Verleger 1998 in einem Interview und erklärt damit sein Interesse am Theater, das sich im Verlagsprogramm in Form der Reihe Theatertexte manifestiert. In dieser Reihe erschienen über 80 Theaterstücke aus dem 18. und frühen 19. Jahrhundert, viele davon aus der Feder weniger bekannter Schriftsteller.
2019 startete die Reihe Die Anderen Klassiker. Bestreben der Reihe ist es, Schriftsteller neu aufzulegen, die in ihrer Zeit bekannt und viel gelesen waren, heute aber weitgehend vergessen sind.
Für sein verlegerisches Engagement wurde Wehrhahn 2006 mit dem Niedersächsischen Verlagspreis ausgezeichnet. 2009 erhielt sein Verlag außerdem den Förderpreis der Kurt Wolff Stiftung, 2021 den Deutschen Verlagspreis.